# Gaja Gaj
Gaja Dmitrievič Gaj, nato Hayk Bzhishkyan (in armeno Հայկ Բժշկյան?), russificato in Gajk Bchiškjan (in russo Гайк Бжишкян?) (in russo Гая Дмитриевич Гай?; in persiano هایک پزشکیان‎, Heik Pezeškiyān; Tabriz, 18 febbraio 1887 – Mosca, 11 dicembre 1937), è stato un generale sovietico.
Di origine armena da parte di padre e persiana da parte di madre, partecipò con distinzione alla Guerra civile russa e soprattutto alla guerra sovietico-polacca dove, al comando del famoso Kavcor, un corpo di cavalleria scelto, guidò l'avanzata dell'Armata Rossa verso Varsavia.
Gaja Gaj ricevette alti riconoscimenti per il suo operato e continuò la carriera militare dopo la guerra civile; venne promosso fino al grado di comandante di corpo d'armata. Considerato da Stalin strettamente legato alla fazione del maresciallo Michail Tuchačevskij, venne coinvolto nelle repressioni contro gli alti comandi dell'Armata Rossa ordinate dal dittatore, arrestato e fucilato l'11 dicembre 1937.

## Biografia
Gaja Gaj era il figlio primogenito di una persiana e di un socialista armeno rifugiatosi nella seconda metà dell'Ottocento in Persia per sfuggire alla repressione dell'Impero zarista; appena adolescente, dopo essere nato e aver trascorso i primi anni della vita in Persia, il giovane Gaj aveva fatto ritorno in Russia stabilendosi a Tbilisi, in Georgia, dove svolse l'attività di giornalista radicale. La vita del giovane era irrequieta e turbolenta; venne ben presto arrestato dal sistema repressivo zarista e condannato a cinque anni di carcere per attività sediziose rivoluzionarie.
Nel 1914 Gaj a ventuno anni venne richiamato alle armi nell'Esercito imperiale allo scoppio della prima guerra mondiale e venne trasferito sul fronte turco; rivelatosi combattente valoroso, salì la scala gerarchica, gli venne assegnato il comando di un battaglione e ricevette per il coraggio dimostrato in azione le decorazioni dell'Ordine di San Giorgio e dell'Ordine di Sant'Anna. In seguito fu catturato dai turchi, ma Gaj riuscì ad evadere e rientrò in Russia, nonostante fosse seriamente ferito, alla vigilia del periodo rivoluzionario del 1917.
Gaja Gaj aderì alla fazione bolscevica del partito socialista russo poco prima della Rivoluzione d'ottobre e divenne ben presto uno dei più stimati giovani comandanti della nuova Armata Rossa; al comando della 24ª Divisione fucilieri, in cui militava anche il giovane Georgij Žukov, riconquistò Simbirsk nel novembre 1918. Più tardi militò con distinzione nella I Armata Rossa del generale Tuchačevskij, di cui divenne uno dei principali luogotenenti. Le forze del generale Tuchačevskij ebbero un ruolo decisivo nella campagna in Siberia contro le forze bianche dell'ammiraglio Aleksandr Vasil'evič Kolčak. Nella seconda metà del 1919 Gaj prese il comando prima di una divisione di cavalleria e quindi del 2º Corpo di cavalleria caucasica durante le operazioni sul fronte meridionale.
Nel giugno 1920 il generale Tuchačevskij, comandante del Fronte Nord-occidentale, organizzò le sue forze per sferrare una potente offensiva decisiva durante la Guerra sovietico-polacca, sbaragliare in un colpo solo l'esercito polacco e marciare direttamente su Varsavia; il generale costituì una potente forza d'urto di cavalleria molto mobile di cui affidò il comando proprio a Gaja Gaj che quindi divenne comandante del 3º Corpo di cavalleria dell'Armata Rossa, il cosiddetto Kavcor.
Gaj guidò con grande energia e abilità il Kavcor durante la fase iniziale dell'offensiva del Fronte Nord-occidentale del generale Tuchačevskij; schierato sul fianco destro sovietico, il corpo di cavalleria aggirò ripetutamente le linee polacche e in una settimana raggiunse Minsk; dopo soli tre giorni dalla capitale bielorussa Gaj diresse i suoi cavalleggeri verso Vilnius che venne a sua volta occupata. Mentre le armate di fanteria del generale Tuchačevskij attaccavano frontalmente le truppe polacche, Gaj continuò a manovrare audacemente con il Kavcor sul fianco sinistro nemico, costringendo il comando polacco a iniziare a ripiegare sulla linea del Niemen.
Senza attendere l'avvicinamento del grosso delle forze del Fronte Nord-occidentale, Gaja Gaj continuò ad avanzare con grande determinazione con il Kavcor verso l'obiettivo successivo di Hrodna, la grande piazzaforte che costituiva il cardine delle difese sul fianco sinistro polacco. Mentre le armate del generale Tuchačevskij erano ancora distanti oltre ottanta chilometri, i cavalleggeri del Kavcor arrivarono direttamente a Hrodna il 19 luglio 1920, dove affrontarono furiosi combattimenti contro le forti difese polacche in attesa dei rinforzi. Il 21 luglio finalmente arrivarono a Hrodna tre divisioni di fucilieri sovietiche che affiancarono la cavalleria di Gaj; Hrodna venne conquistata e la linea del Niemen superata, le truppe polacche furono quasi accerchiate e solo con una disastrosa ritirata poterono sfuggire verso sud.
Nell'ultima settimana di luglio l'avanzata del Fronte Nord-occidentale divenne meno rapida; anche Gaj dovette combattere duramente nella fase di avvicinamento alla linea del Bug; dopo una settimana di scontri il Kavcor riuscì a superare le difese polacche a Łomża ed a riprendere l'avanzata. Nonostante questo rallentamento, Gaja Gaj era avanzato con i suoi cavalieri per oltre 700 chilometri in un mese, molto più velocemente e più in profondità di qualsiasi altra formazione dell'Armata Rossa; sul Fronte Sud-occidentale, la I Armata a cavallo (Konarmija) del generale Semën Budënnyj percorse nello stesso periodo solo cento chilometri.
A primi di agosto l'Armata Rossa riprese con grande potenza la marcia verso Varsavia, i sovietici sembravano ormai inarrestabili, e Gaj Gaj iniziò con il Kavcor una impetuosa avanzata verso ovest, più avanti delle altre armate del generale Tuchačevskij; i suoi uomini giunsero a 350 chilometri a est di Berlino e 150 chilometri a sud di Danzica; cavalcando a nord di Varsavia il Kavcor di Gaj sembrava diretto in Germania. In realtà Gaj aveva pericolosamente esteso le sue forze e, privo di rifornimenti, era avanzato troppo a occidente, allontanandosi a nord di Varsavia e non potendo concorrere in modo efficace alla battaglia decisiva a nord-ovest della capitale polacca.
La fase finale della battaglia di Varsavia ebbe inizio il 16 agosto 1920, dopo una fase di duri combattimenti difensivi che rallentarono l'avanzata sovietica; anche il corpo di cavalleria di Gaj venne duramente contrastato a nord-ovest della città, lungo la Wkra. L'inattesa controffensiva polacca colse di sorpresa il comando dell'Armata Rossa e capovolse l'esito delle operazioni; Gaja Gaj si trovò isolato dall'irruzione sul fianco sinistro e alle spalle delle truppe polacche; la cavalleria del Kavcor, priva di rifornimenti e equipaggiamenti, a causa dell'interruzione delle linee di comunicazioni rischiava di essere accerchiata e distrutta; Gaj decise di sconfinare in Prussia orientale, passando in territorio tedesco con i suoi uomini e con una parte della IV armata. Il comandante e i cavalleggeri sfuggirono quindi all'accerchiamento ma furono internati in territorio tedesco fino al termine della guerra. Nonostante l'esito drammatico e negativo delle operazioni, Gaja Gaj ricevette, per la sua condotta alla testa del Kavcor nella guerra sovietico-polacca, l'Ordine della Bandiera Rossa, decorazione che aveva già ricevuto una prima volta nel 1918.
Dopo la fine della Guerra Civile Gaja Gaj continuò la sua carriera nell'Armata Rossa, prima dirigendo il comitato politico-amministrativo in Armenia e quindi nel 1924 prendendo il comando della guarnigione di Minsk. Oltre ad incarichi operativi, Gaj assunse anche compiti didattici e scientifici nel quadro del piano di sviluppo delle forze armate sovietiche e nel 1933 divenne insegnante e direttore del dipartimento di storia e arte della guerra nella nuova Accademia aeronautica di Mosca.
Nel giugno 1935 Gaja Gaj venne destituito dall'Armata Rossa, rimosso dagli incarichi ed espulso dal Partito comunista, il 3 luglio venne arrestato con l'accusa di aver preso parte ad una cospirazione militare e fascista contro il potere sovietico. Sembra che il generale avesse espresso con parole esplicite la sua disapprovazione dell'operato di Stalin e avesse auspicato la destituzione del dittatore. Il 15 ottobre 1935 venne condannato a cinque anni di prigionia in un campo di lavoro per attività controrivoluzionaria; coinvolto nella spietata repressione staliniana contro le forze armate e in particolare contro i componenti della fazione maggiormente legata al maresciallo Tuchačevskij, Gaj venne infine condannato a morte dal Collegio Supremo militare dell'Unione Sovietica l'11 dicembre 1937 per attività terroristica anti-sovietica e fucilato nello stesso giorno.
Dopo la fine del regime staliniano, Gaja Gaj è stato completamente scagionato dalle accuse e riabilitato il 21 gennaio 1956. In suo ricordo numerosi monumenti, strade ed edifici sono stati edificati o intitolati a suo nome in molte città dell'Unione Sovietica; nel 1967 venne anche emesso un francobollo a lui dedicato.